# Торто
То́рто (итал. Torto) — река в Палермо на северо-западе Сицилии, впадающая в Тирренское море. Длина реки — 57 км. Площадь водосборного бассейна — 423,41 км².

## Описание
Бассейн реки расположен между горными массивами Мадоние с востока и Монти-ди-Термини на западе. Граничит с бассейнами рек Имера-Сеттентрионале на востоке, Платани — на юге и Сан-Леонардо на западе.
Река начинается на склонах горы Тиньино (высотой 999 м) к западу от города Валледольмо. В верховьях течёт с востока на запад, в среднем и нижнем течении — в северном направлении. Впадает в залив Термини-Имересе Тирренского моря у подножия горы Каладжеро у города Термини-Имересе. Имеет паводковый режим, временами пересыхает.
Основные притоки — ручьи Джан-Якопо, Лиска (лв), Сан-Филипо (лв), Фоссо-Зимма (пр).
По долине реки проходит железная дорога Палермо-Катания.

## История
В 648 году до н. э. в 3 км от устья Торто был основан город Гимера, бывший греческой колонией. После 409 года до н. э. бассейн Торто вошёл в зону карфагенского влияния, на берегу реки в этот период располагалась деревня Мура-Прегне и другие, более мелкие, поселения.